# 1942 no jornalismo
Nesta página encontrará referências aos acontecimentos directamente relacionados com o jornalismo ocorridos durante o ano de 1942.

## Eventos
- 22 de setembro — Início da publicação em Lisboa do jornal diário Diário Popular, que foi publicado até 1991.[1] * setembro — Início da publicação em Faro (Portugal) da revista trimestral "Afinidades: revista de cultura luso-francesa" que foi editada até 1946.[2]

## Nascimentos
| Data            | Nome                      | Profissão             | Nacionalidade | Observações | Ref   |
| --------------- | ------------------------- | --------------------- | ------------- | ----------- | ----- |
| 22 de fevereiro | Paulo Henrique Amorim     | jornalista            | Brasil        |             |       |
| 4 de outubro    | Eduardo Guerra Carneiro   | escritor e jornalista | Portugal      | m. 2004     | [ 3 ] |
| ??              | Alberto Villaverde Cabral | jornalista            | Portugal      | m. 1996     | [ 4 ] |

## Mortes
| Data           | Nome             | Profissão                                   | Nacionalidade                              | Observações | Ref |
| -------------- | ---------------- | ------------------------------------------- | ------------------------------------------ | ----------- | --- |
| 25 de novembro | Alfredo da Cunha | advogado, jornalista, escritor e empresário | Reino Unido de Portugal, Brasil e Algarves | n. 1863     |     |